# Lincoln Bridge
Le Lincoln Bridge est un pont en arc américain dans le comté de Murray, en Oklahoma. Protégée au sein de la Chickasaw National Recreation Area, cette passerelle en pierre calcaire franchit la Travertine Creek. Elle figure sur la pièce d'un quart de dollar américain représentant son État dans la série dite America the Beautiful.